# Consorzio di tutela del Cioccolato di Modica
Il Consorzio di tutela del Cioccolato di Modica o Consorzio di tutela del Cioccolato artigianale di Modica (per esteso) o Consorzio tutela Cioccolato di Modica (abbreviato) è costituito tra imprese artigiane produttrici di Cioccolato di Modica.

## Storia
L'ente è nato nell'anno 2003 con lo scopo di dotare il prodotto del riconoscimento IGP da parte dell'Unione europea.
L'obiettivo principale del Consorzio è stato raggiunto nel 2018, infatti il Regolamento di esecuzione (UE) 2018/1529 della Commissione Europea dell'8 ottobre 2018, ha sancito l'iscrizione del Cioccolato modicano nel registro delle Indicazioni Geografiche Protette.
Il Consorzio ha fatto sì che il Cioccolato di Modica Igp (unico cioccolato a denominazione), nel 2024 sia stato il primo prodotto a dotarsi del Passaporto digitale realizzato dall'Istituto Poligrafico e Zecca dello Stato, composto da un contrassegno personalizzato ed un sistema digitale di informazioni specifiche che permette di riconoscere l’autenticità del prodotto, la sua tracciabilità e la sua storia.
Alla presentazione del nuovo DPP (Digital Product Passport) per il Cioccolato di Modica Igp era presente anche Patrizio La Pietra, sottosegretario al Ministero dell'agricoltura, della sovranità alimentare e delle foreste.
(Patrizio La Pietra)

## Attività
Da quando il prodotto si è fregiato del marchio IGP il business del cioccolato è cresciuto notevolmente, tanto che alcuni produttori del Consorzio hanno seguito una strategia commerciale diretta anche alla grande distribuzione organizzata (Coop, Esselunga, Lidl).

## Prodotto
Il cioccolato che si produce a Modica è una varietà di cioccolato che si ottiene con una specifica lavorazione "a freddo" che esclude la fase del concaggio, impedendo che lo zucchero si amalgami al cacao e rendendo così il blocco di cioccolato granuloso.
(Leonardo Sciascia, La Contea di Modica, 1983)

## Il caso Bonajuto
Alcune imprese produttrici modicane, tra cui L'Antica dolceria Bonajuto, la più antica fabbrica di cioccolato della Sicilia che ebbe il merito di "rispolverare" il prodotto, hanno abbandonato o non hanno aderito al Consorzio (non potendo così esporre il marchio IGP sulle proprie barrette) anche perché hanno considerato il disciplinare del 2018 troppo permissivo e carente di informazioni.